# 〜IDOL SHOWCASE〜 i-BAN!!
『〜IDOL SHOWCASE〜 i-BAN!!』（アイドルショーケース アイバン!!）は、NACK5で放送されていたラジオ番組。

## 概要
「会いに行けるアイドル番組」をコンセプトに、最新アイドル情報、アイドルソングのリクエストを集計した番組オリジナルのランキング、そしてバラエティ溢れるコーナーを放送している。
東日本旅客鉄道（JR）大宮駅西口 アルシェ5階のHMV大宮アルシェ店（旧「THE NACK5 TOWN」）内にある、サテライトスタジオ「STUDIO ARCHE」（スタジオ・アルシェ）から公開生放送で送る。
この流れは『i Meet Up!』へ引き継ぐ。

## 放送時間

### プロ野球シーズン中
- 16:00 - 20:00（通常放送はこの時間で行う）

プロ野球シーズン中は、野球中継（NACK5 SUNDAY LIONS）の開始時刻、または終了時刻（最大で1時間放送の延長を行う）によって放送時間が変わる。
またプロ野球の中継が無い場合は番組放送時間の拡張を行うこともある。
- 12:55-15:55（試合開始が16:00の場合）
- 12:55-16:55（試合開始が17:00の場合）
- 12:55-17:55（試合開始が18:00の場合）
- 12:55-18:55（野球中継が無い場合。）

### プロ野球シーズンオフ中
- 12:55 - 15:55

## パーソナリティー
- 金成公信（ギンナナ）
- 椿姫彩菜

コーナーパーソナリティ
- 吉川友（吉川友 きっかり10分ちょっと）
- 椎名ひかり（椎名ぴかりんのぼっち放送）

ピンチヒッター
- 谷澤恵里香（2012年3月4日）
- ギンナナ・キクチケンイチ（2013年11月10日）
- ポテト少年団・菊地智義（2013年11月10日）

## スタッフ
- 構成作家 サービスカード高柳（パステル）

番組開始時より担当。西川貴教のオールナイトニッポンとロンドンブーツ1号2号のオールナイトニッポンの常連ハガキ職人だった。
アイドルが好きで、中でもSUPER☆GiRLSの溝手るかのファン。
2013年2月17日の放送では、「打ち合わせで顔がニヤついていた。」とメンバーの後藤彩にバラされた。
- ディレクター 高田友明 (@tomoaki59112) - X（旧Twitter）（高D）

番組開始時から担当。モーニング娘。の石田亜佑美のファン。元々はAKB48の柏木由紀のファンだった。
野球好きであり、広島東洋カープと東北楽天ゴールデンイーグルスのファンである他、パワプロ好きも公言している。
2013年4月21日の放送では、作家・高柳の結婚式で当選した掃除ロボット「ルンバ」をリスナーにプレゼントした。
2014年3月30日の放送をもって番組のスタッフを卒業した。
- ディレクター 砂原 (砂じい)

2014年4月6日の放送分から担当。
以前放送されていたSTROBE NIGHT!(水曜日)、東京女子流 mmちゃんねるのディレクターを担当していた。
- AD 小野ちゃん

番組開始時から担当。The Nutty Radio Show おに魂のADも担当している。
K-POP、お菓子好き。訛っている。
金成曰く、番組のアイドル。胸が大きい。
2013年3月31日の放送をもって番組のスタッフを卒業した。
- AD 上田純子（上田ちゃん/ウエジュン）

2013年4月より担当。番組内ではミステリアスADと呼ばれている。
金成曰く、前AD小野ちゃんより可愛いらしい。
チャームポイントは耳。また大のお酒好き。
2014年1月26日の放送で、過去にラジオのDJをやっていたことが明かされた。
2014年3月30日の放送をもって番組のスタッフを卒業した。

## ゲスト
スタジオの近くで観覧したい場合、ゲストによっては観覧整理券が必要となる場合がある。
整理券の配布方法などは、番組ブログ、NACK5ホームページで告知される。

### 放送リスト
| 2011年 | 2011年   | 2011年 | 2011年                                                         | 2011年                                             |
| 回数   | 放送日   | ゲスト | コメント                                                       | その他                                             |
| ------ | -------- | --- | -------------------------------------------------------------- | -------------------------------------------------- |
| 1      | 10月2日  | SUPER☆GiRLS（稼農楓、勝田梨乃、田中美麗）                                                                               | ℃-ute                                                          |                                                    |
| 2      | 10月9日  | 道重さゆみ（モーニング娘。）                                                                                            |                                                                |                                                    |
| 3      | 10月16日 | 私立恵比寿中学 （瑞季、真山りか、杏野なつ、鈴木裕乃）                                                                   | 山本彩（NMB48） 田所あずさ                                     |                                                    |
| 4      | 10月23日 | 杉作J太郎 林沙奈恵（YGA） 鎌田紘子（ロマンスターズ） Pieace（週刊アイドルトピックス内）                                 | 佐藤すみれ（AKB48）                                            | 狂おしいほど愛おしい、アイドル大討論会スペシャル!! |
| 5      | 11月6日  | 東京女子流 | 嗣永桃子（Berryz工房） SKE48（木﨑ゆりあ、高柳明音、秦佐和子） |                                                    |
| 6      | 11月13日 | アイドリング!!!（野元愛、尾島知佳）                                                                                     | KARA 真野恵里菜                                                |                                                    |
| 7      | 11月20日 | アフィリア・サーガ・イースト （コヒメ・リト・プッチ、ルイズ・スフォルツア、ユカフィン・ドール、マホ・ソット・ボーチェ） | フレンチ・キス スマイレージ（和田彩花、福田花音）              | 浦えりか（中野風女シスターズ）から生電話。         |
| 8      | 11月27日 | Dorothy Little Happy | 松田聖子 Secret                                                | NACK5本社スタジオからの生放送。                    |
| 9      | 12月4日  | 吉川友 石田晴香（AKB48）                                                                                                |                                                                | さいたまスーパーアリーナから公開生放送。           |
| 10     | 12月11日 | AeLL. | ぱすぽ☆（根岸愛、安斉奈緒美） RAINBOW                          |                                                    |
| 11     | 12月18日 | SDN48（大堀恵、浦野一美）                                                                                               |                                                                |                                                    |
| 12     | 12月25日 | ChocoLe | 松浦亜弥 Fairies                                               | 大宮アルシェのアイドル店員さんを探せ！             |

| 2012年 | 2012年   | 2012年 | 2012年                                                                                              | 2012年                                                                                                  |
| 回数   | 放送日   | ゲスト | コメント                                                                                            | 備考 |
| ------ | -------- | --- | --------------------------------------------------------------------------------------------------- | --- |
| 13     | 1月1日   | YGA（谷侑加子、林沙奈恵、加藤萌笑） | | NACK5本社スタジオからの生放送。                                                                         |
| 14     | 1月8日   | 小桃音まい | | |
| 15     | 1月15日  | 谷澤恵里香（元・アイドリング!!!） | | |
| 16     | 1月22日  | 北乃きい | | 大宮アルシェのアイドル店員さんを探せ！                                                                  |
| 17     | 1月29日  | SUPER☆GiRLS（田中美麗、後藤彩） 乃木坂46（岩瀬佑美子、伊藤万理華、斎藤ちはる）                                                                              | SKE48（松井玲奈、高柳明音、秦佐和子）                                                               | Buono!がコンサート会場（横浜BLITZ）から生電話。                                                         |
| 18     | 2月5日   | 中島愛 | 今井翼                                                                                              | |
| 19     | 2月12日  | 9nine（佐武宇綺、西脇彩華、吉井香奈恵） | ℃-ute（矢島舞美中島早貴） 山本彩（NMB48）                                                           | |
| 20     | 2月19日  | LiSA | | |
| 21     | 2月26日  | アイドリング!!!（河村唯、朝日奈央） YGA（林沙奈恵、加藤萌笑）                                                                                               | | アイドル同士のガチンコバトル!                                                                           |
| 22     | 3月4日   | 東京女子流（山邊未夢、新井ひとみ、中江友梨、庄司芽生） | THE ポッシボー（諸塚香奈実、橋本愛奈）                                                              | 谷澤恵里香（元・アイドリング!!!）がピンチヒッター。                                                     |
| 23     | 3月11日  | Dorothy Little Happy | | 東日本大震災から1年という事で、番組構成を変更して放送した。                                             |
| 24     | 3月18日  | 森田涼花（アイドリング!!!）、桃瀬美咲 | ももいろクローバーZ ぱすぽ☆（藤本有紀美、岩村捺未）                                                 | |
| 25     | 3月25日  | 吉木りさ | SDN48（穐田和恵 、浦野一美、小原春香） RAINBOW                                                      | ももいろクローバーZ SP オープニング直前、興奮のあまり椿姫が倒れてしまうハプニングがあった。             |
| 26     | 4月1日   | バニラビーンズ | Berryz工房（嗣永桃子、徳永千奈美、夏焼雅）                                                          | |
| 27     | 4月8日   | 恵比寿マスカッツ （安藤あいか、川村えな、山口愛実、栗山夢衣、篠原冴美）                                                                                     | | |
| 28     | 4月15日  | アフィリア・サーガ・イースト （ルイズ・スフォルツア、ミク・ドール・シャルロット、エミュウ・ヴァイルシュミット）                                             | | |
| 29     | 4月22日  | モーニング娘。（譜久村聖、鞘師里保、石田亜佑美、工藤遥） | SUPER☆GiRLS（志村理佳、田中美麗、後藤彩）                                                           | ハッシュタグ「#iban795」がTwitterのトレンドランキング 1位になる。                                       |
| 30     | 4月29日  | スマイレージ（福田花音、竹内朱莉、田村芽実） | 板野友美（AKB48） 私立恵比寿中学 （真山りか、杏野なつ、廣田あいか、柏木ひなた）                     | |
| 31     | 5月6日   | THE ポッシボー | 指原莉乃（AKB48） 乃木坂46（白石麻衣、高山一実、松村沙友理）                                        | 放送前、アルシェの入口で公開イベントを行った。 ゲストはおかもとまり。                                   |
| 32     | 5月13日  | 藤江れいな（AKB48） | NMB48（渡辺美優紀、木下百花）                                                                       | |
| 33     | 5月20日  | 西村知美 なあ坊豆腐@那奈 | SKE48（石田安奈、秦佐和子、松本梨奈）                                                               | |
| 34     | 5月27日  | 石川梨華、吉澤ひとみ ChocoLe | 横山由依（AKB48）                                                                                   | |
| 35     | 6月3日   | 9nine（西脇彩華、吉井香奈恵） | 渡り廊下走り隊7                                                                                     | |
| 36     | 6月10日  | 北原沙弥香 | | |
| 37     | 6月17日  | bump.y（松山メアリ、高月彩良、宮武祭） | | |
| 38     | 6月24日  | ぱすぽ☆（岩村捺未、森詩織、槙田紗子） | | |
| 39     | 7月1日   | SUPER☆GiRLS（田中美麗、溝手るか、後藤彩） | | |
| 40     | 7月8日   | Cheeky Parade（関根優那、鈴木友梨耶、鈴木真梨耶） | モーニング娘。（生田衣梨奈、鞘師里保、鈴木香音）                                                    | |
| 41     | 7月15日  | 吉川友 | でんぱ組.inc                                                                                        | |
| 42     | 7月22日  | 南波志帆 | 渡辺麻友（AKB48）                                                                                   | |
| 43     | 7月29日  | 酒井瞳（アイドリング!!!） | Berryz工房（清水佐紀、徳永千奈美、須藤茉麻、夏焼雅）                                                | |
| 44     | 8月5日   | Tomato n' Pine | | 東京女子流、吉川友、Dorothy Little Happy、YGAの4組がTOKYO IDOL FESTIVALの会場から生電話。               |
| 45     | 8月12日  | 大国男児 サーターアンダギー YGA（林沙奈恵、加藤萌笑、村田玲奈）                                                                                             | | 6時間公開生放送。 ハッシュタグ「#iban795」がTwitterのトレンドランキング 1位になる。                     |
| 46     | 8月19日  | 吉木りさ DISH// | | まなみのりさに生電話。                                                                                  |
| 47     | 8月26日  | 乃木坂46（安藤美雲、衛藤美彩 、斉藤優里） | | 横浜BLITZでコンサート中のBuono!に生電話。                                                               |
| 48     | 9月2日   | バクステ外神田一丁目（針尾ありさ、広沢麻衣、楠ゆい、安里南）                                                                                                | 私立恵比寿中学 （瑞季、安本彩花、廣田あいか、星名美怜）                                             | |
| 49     | 9月9日   | アップアップガールズ（仮） | | |
| 50     | 9月16日  | AeLL.（西恵利香、篠崎愛、鷹那空実） | | |
| 51     | 9月23日  | 風男塾（流原蓮次≒原田まりる、瀬斗光黄≒瀬口かな ） | | |
| 52     | 9月30日  | palet（君島光輝、藤本結衣、木元みずき） | | モーニング娘。SP 仙台市民会館でコンサート中のモーニング娘。（道重さゆみ、石田亜佑美、工藤遥）に生電話。 |
| 53     | 10月7日  | 東京女子流 吉川友 | | 埼玉工業大学の学園祭「秋桜祭」から公開生放送。                                                          |
| 54     | 10月14日 | 小野恵令奈 | | |
| 55     | 10月21日 | 中村繪里子、平田宏美 | SUPER☆GiRLS（稼農楓、田中美麗、前島亜美）                                                           | |
| 56     | 11月4日  | 恵比寿マスカッツ（永作あいり、児玉菜々子） | ウェザーガールズ                                                                                    | |
| 57     | 11月11日 | ぱすぽ☆（奥仲麻琴、森詩織、玉井杏奈） | 小谷里歩（NMB48）                                                                                   | |
| 58     | 11月18日 | 仮面ライダーGIRLS | | |
| 59     | 11月25日 | ベイビーレイズ（大矢梨華子、高見奈央、渡邊璃生） | ももいろクローバーZ（百田夏菜子、高城れに） T-ARA Cheeky Parade（関根優那、鈴木友梨耶、鈴木真梨耶） | |
| 60     | 12月2日  | THE ポッシボー | | |
| 61     | 12月9日  | predia（和泉テルミ、村上瑠美奈、竹田愛） | | |
| 62     | 12月16日 | 谷澤恵里香（元・アイドリング!!!） 浦野一美（元・AKB48 SDN48、現・渡り廊下走り隊7） 古川小夏（アップアップガールズ（仮））/「吉川友 きっかり10分ちょっと」内 | Berryz工房（徳永千奈美、須藤茉麻）                                                                  | i-BAN!!離党・解散アイドルスペシャル!                                                                    |
| 63     | 12月23日 | 椎名へきる 古川小夏（アップアップガールズ（仮））/「吉川友 きっかり10分ちょっと」内                                                                         | 河西智美（AKB48） 真野恵里菜 乃木坂46（生田絵梨花、生駒里奈、橋本奈々未）                           | |
| 64     | 12月30日 | Cheeky Parade（関根優那、鈴木友梨耶、鈴木真梨耶） | 吉木りさ 9nine モーニング娘。（道重さゆみ、鞘師里保、飯窪春菜）                                     | CDiB 2012 2012年リクエスト年間チャート発表                                                              |

| 2013年 | 2013年   | 2013年 | 2013年 | 2013年 |
| 回数   | 放送日   | ゲスト | コメント | 備考 |
| ------ | -------- | --- | --- | --- |
| 65     | 1月6日   | 吉川友 | | |
| 66     | 1月13日  | BABYMETAL（さくら学院） | | 成人式に出た、森詩織（PASSPO☆）に生電話。                                                                      |
| 67     | 1月20日  | Dancing Dolls | bump.y（高月彩良、高月彩良、宮武祭） | さんみゅ〜に生電話。                                                                                           |
| 68     | 1月27日  | LinQ（天野なつ、坂井朝香、桜愛美、高木悠未、山木彩乃） 譜久村聖（モーニング娘。）/「吉川友 きっかり10分ちょっと」内                                             | | |
| 69     | 2月3日   | 東京女子流 譜久村聖（モーニング娘。）/「吉川友 きっかり10分ちょっと」内                                                                                         | | |
| 70     | 2月10日  | アイドリング!!!（横山ルリカ、河村唯、大川藍） | | 夢みるアドレセンスに生電話。                                                                                   |
| 71     | 2月17日  | SUPER☆GiRLS（田中美麗、溝手るか、後藤彩） | | |
| 72     | 2月24日  | 私立恵比寿中学（廣田あいか、松野莉奈、柏木ひなた） YGA（谷侑加子、林沙奈恵、加藤萌笑） 佐保明梨（アップアップガールズ（仮））/「吉川友 きっかり10分ちょっと」内 | Cheeky Parade（関根優那、鈴木友梨耶、鈴木真梨耶）                                                                                             | 浦野一美（渡り廊下走り隊7）の話題をしていた所、本人からメッセージが届く。                                      |
| 73     | 3月3日   | 乃木坂46（井上小百合、斉藤優里、永島聖羅） 佐保明梨（アップアップガールズ（仮））/「吉川友 きっかり10分ちょっと」内                                             | 小野恵令奈 | |
| 74     | 3月10日  | さくら学院（中元すず香、堀内まり菜、菊地最愛） | 山下智久 | |
| 75     | 3月17日  | PASSPO☆（根岸愛、森詩織、増井みお） 北原沙弥香/「吉川友 きっかり10分ちょっと」内                                                                                | | |
| 76     | 3月24日  | 大国男児 北原沙弥香/「吉川友 きっかり10分ちょっと」内 | HKT48（兒玉遥、下野由貴、本村碧唯） | |
| 77     | 3月31日  | さんみゅ〜（木下綾菜、京極友香、小林弥生、長谷川怜華） | | AD小野ちゃんが卒業。                                                                                           |
| 78     | 4月7日   | THE ポッシボー Cheeky Parade（渡辺亜紗美、関根優那、永井日菜）                                                                                                  | | |
| 79     | 4月14日  | palet（平口みゆき、木元みずき、井草里桜菜） | | |
| 80     | 4月21日  | 吉川友 | | |
| 81     | 4月28日  | Tokyo Cheer2 Party（澤美帆、吉村瑠莉、芦原優愛、原田里佳子） | | |
| 82     | 5月5日   | 浦野一美（渡り廊下走り隊7）、平嶋夏海 Love La Doll | | 放送前、アルシェの入口で公開イベントを行った。 ゲストは河西智美。                                              |
| 83     | 5月12日  | 風男塾（緑川狂平、武器屋桃太郎、青明寺浦正） 野水いおり | | 5月5日に行われた公開録音の模様をオンエア。                                                                     |
| 84     | 5月19日  | Negicco AKB48(松井咲子、菊地あやか) | 根岸愛（PASSPO☆） | THE NACK5 TOWN閉店。 HMV大宮アルシェ店の開店作業のため、6月23日の放送までNACK5本社スタジオからとなる。         |
| 85     | 5月26日  | 東京女子流 | | |
| 86     | 6月2日   | 松下唯 | SUPER☆GiRLS（田中美麗、溝手るか、後藤彩） | |
| 87     | 6月9日   | D☆DATE（荒木宏文、五十嵐隼士） 唯月ふうか、仁藤萌乃 | Cheeky Parade（関根優那、永井日菜） | |
| 88     | 6月16日  | 足立梨花 バクステ外神田一丁目（安里南、高宮メイ） | 柏木由紀（AKB48） | |
| 89     | 6月23日  | 美脚時代（AYANO、hizzy、Nana） | | |
| 90     | 6月30日  | Berryz工房（清水佐紀、嗣永桃子、徳永千奈美、熊井友理奈） | | STUDIO ARCHEからの公開生放送が再開。 ハッシュタグ「#iban795」がTwitterのトレンドランキング 1位になる。         |
| 91     | 7月7日   | X21（吉本実憂、小澤奈々花、籠谷さくら） 怪傑!トロピカル丸 キマグレン/「吉川友 きっかり10分ちょっと」内                                                          | 渡辺麻友（AKB48） | |
| 92     | 7月14日  | さんみゅ〜（木下綾菜、京極友香、西園みすず、野田真実） TAKE OFF キマグレン/「吉川友 きっかり10分ちょっと」内                                                    | ぽこた（√5） | |
| 93     | 7月21日  | bump.y（宮武美桜、高月彩良、宮武祭） ベイビーレイズ | | |
| 94     | 7月28日  | pinkish 吉川友 | | |
| 95     | 8月4日   | 中島愛 | KARA | |
| 96     | 8月11日  | 小桃音まい | 乙女新党（葵わかな、田尻あやめ） | |
| 97     | 8月18日  | i☆Ris | | |
| 98     | 8月25日  | 飯塚雅弓 | | |
| 99     | 9月1日   | √5 | 矢島舞美（℃-ute） HKT48（穴井千尋、森保まどか）                                                                                               | |
| 100    | 9月8日   | THE ポッシボー ベイビーレイズ | モーニング娘。（道重さゆみ、石田亜佑美、工藤遥） SUPER☆GiRLS （田中美麗、溝手るか、後藤彩） Cheeky Parade（関根優那、鈴木友梨耶、鈴木真梨耶） | 放送回数100回目記念 お祝いのコメントが届く。 ハッシュタグ「#iban795」がTwitterのトレンドランキング 1位になる。 |
| 101    | 9月15日  | 超特急 | さくら学院（堀内まり菜、飯田來麗、杉﨑寧々、佐藤日向）                                                                                        | |
| 102    | 9月22日  | lyrical school | | |
| 103    | 9月29日  | Pimm's THE ポッシボー（岡田ロビン翔子、後藤夕貴）/「吉川友 きっかり10分ちょっと」内                                                                             | | |
| 104    | 10月6日  | 松下唯 佐藤すみれ（AKB48） | | |
| 105    | 10月13日 | 小桃音まい 小川真奈 | | 埼玉工業大学の学園祭「秋桜祭」から公開生放送。                                                                 |
| 106    | 10月20日 | たんこぶちん（MADOKA、YURI） Tokyo Cheer2 Party（吉村瑠莉、芦原優愛）                                                                                           | | 番組終了後、金成の罰ゲーム「大宮駅清掃」が行われる。                                                           |
| 107    | 10月27日 | 田村亮（ロンドンブーツ1号2号） | 清水佐紀（Berryz工房） SUPER☆GiRLS （田中美麗、溝手るか、後藤彩） チームしゃちほこ                                                            | ハッシュタグ「#iban795」がTwitterのトレンドランキング 1位になる。                                              |
| 108    | 11月10日 | 乙女新党 アイドリング!!!（酒井瞳、朝日奈央、橋本楓、玉川来夢）                                                                                                  | | 金成が舞台のため休んだため、ピンチヒッターとしてキクチケンイチ(ギンナナ)と菊地智義(ポテト少年団)が出演した。   |
| 109    | 11月17日 | palet (藤本結衣、木元みずき) | | |
| 110    | 11月24日 | Dancing Dolls (Misaki、Hono、Mii) | | |
| 111    | 12月1日  | RIO | | |
| 112    | 12月8日  | バンドじゃないもん! つりビット | | |
| 113    | 12月15日 | GEM (金澤有希、武田舞彩、森岡悠) | | |
| 114    | 12月22日 | PASSPO☆ (根岸愛、増井みお、玉井杏奈) victory (MAYUKO、MINAMI)                                                                                                   | | |
| 115    | 12月29日 | THE ポッシボー | | THE ポッシボーSP                                                                                               |

| 2014年 | 2014年  | 2014年                                                                                     | 2014年     | 2014年 |
| 回数   | 放送日  | ゲスト                                                                                     | コメント   | 備考 |
| ------ | ------- | ------------------------------------------------------------------------------------------ | ---------- | --- |
| 116    | 1月5日  | 平成琴姫                                                                                   |            | CDIB 2013 2013年リクエスト年間チャート発表                                                                                   |
| 117    | 1月12日 | 東京パフォーマンスドール(神宮沙紀、高嶋菜七)                                               |            | |
| 118    | 1月19日 | ぽこた chay                                                                                | さくら学院 | |
| 119    | 1月26日 | ベイビーレイズ バクステ外神田一丁目（広沢麻衣、浜嶋彩夏、針尾ありさ）                      |            | |
| 120    | 2月2日  | 梅田えりか                                                                                 |            | |
| 121    | 2月9日  | SUPER☆GiRLS（八坂沙織）                                                                    |            | |
| 122    | 2月16日 | 小桃音まい                                                                                 |            | |
| 123    | 2月23日 | さくら学院（飯田來麗、堀内まり菜、杉﨑寧々、佐藤日向）                                     |            | |
| 124    | 3月2日  | Wake Up, Girls!（田中美海、高木美佑） ウェザーガールズ（エース、ミア、ミニ、ニューニュー） |            | |
| 125    | 3月9日  | リンダ3世                                                                                  |            | |
| 126    | 3月16日 | X21（田中珠里、吉本実憂、長尾真実）                                                        | 堀江由衣   | |
| 127    | 3月23日 | LinQ（天野なつ、高木悠未、吉川千愛） THE ポッシボー                                        |            | |
| 128    | 3月30日 | 吉川友                                                                                     |            | 「吉川友 きっかり10分ちょっと」最終回 番組スタッフの高田友明と上田純子が卒業                                                 |
| 129    | 4月6日  | さんみゅー 川越クリアーズ                                                                  |            | 番組リニューアル |
| 130    | 4月13日 | palet 9nine                                                                                |            | |
| 131    | 4月20日 | 吉川友 武藤彩未                                                                            |            | |
| 132    | 4月27日 | 青春!トロピカル丸 Tokyo Cheer2 Party（芦原優愛、桝元沙耶）                                 |            | |
| 133    | 5月4日  | predia J☆Dee'Z 愛乙女★DOLL                                                                 |            | 大宮アルシェ1Fで放送開始前に寺嶋由芙とprediaをゲストに迎え公開録音が行われた。この模様は翌週、翌々週の放送でオンエアされた。 |

## リクエスト
リスナーから送られてくるアイドルソングのリクエストを集計し、上位5曲（以前は10曲）をランキング形式でオンエアする。
以前は上位3曲をオンエアする「リクエスト BIG3」、上位5曲をオンエアする「リクエスト フィンガー5」、上位7曲をオンエアする「リクエスト ウルトラセブン」、上位11曲をオンエアする「リクエスト ベストイレブン」があった。

### CDiB 2012（カウントダウン・アイビー）
2012年12月30日放送。2012年のリクエスト年間チャートベスト50をオンエアした。
COUNT DOWN TVのパロディであり、金成と椿姫がキャラクターに扮して進行した。
また、 モーニング娘。、9nine、吉木りさの3組から喜びコメントが届いた。
レギュラーランキングをポイント制にして集計。同ポイントの場合は上位獲得数が多い曲、それでも同じだった場合は総リクエスト数で順位付けをした。
上位10曲は下記の通り。
1位　One・Two・Three  /  モーニング娘。
2位　猛烈宇宙交響曲・第七楽章「無限の愛」  /  ももいろクローバーZ
3位　ワクテカ Take a chance  /  モーニング娘。
4位　恋愛ハンター  /  モーニング娘。
5位　ダーリンとマドンナ  /  吉川友
6位　流星のくちづけ  /  9nine
7位　サラバ、愛しき悲しみたちよ  /  ももいろクローバーZ
8位　GIVE ME FIVE!  /  AKB48
9位　ボカロがライバル☆  /  吉木りさ
10位　真夏のSounds good !  /  AKB48

### CDiB 2013
2014年1月4日放送。2013年のリクエスト年間チャートベスト50をオンエアした。
また、THE ポッシボー、Juice=Juice、BABYMETALの3組から喜びコメントが届いた。
上位10曲は下記の通り。
1位   乙女! Be Ambitious! /THE ポッシボー
2位   わがまま 気のまま 愛のジョーク /モーニング娘。
3位   メギツネ /BABYMETAL
4位   Help me!! /モーニング娘。
5位   ブレインストーミング /モーニング娘。
6位   全力バンザーイ! My Glory! /THE ポッシボー
7位   イジワルしないで 抱きしめてよ /Juice=Juice
8位   ヤッタルチャン /スマイレージ
9位   恋するフォーチュンクッキー /AKB48
10位  アジアン セレブレイション /Berryz工房

### 殿堂入り
通算で10回1位になると(以前は10週連続リクエスト1位を取ると)その曲が殿堂入りとなり、そのアイドルの特集が組まれる。これまでに3組が殿堂入りしている。

#### ももいろクローバーZ
2012年3月18日の放送で、『猛烈宇宙交響曲・第七楽章「無限の愛」』が殿堂入り。2012年3月25日に特集をオンエアした。
放送中には、Twitterで「Z伝説」というキーワードがトレンド入りされるなど、注目を集めた。
リクエスト ウルトラセブンでは、ももいろクローバーZ（ももいろクローバー時代の曲も含む）のリクエストを集計し、上位7曲をオンエアした。
1位　Z伝説 〜終わりなき革命〜  /  ももいろクローバーZ
2位　走れ!  /  ももいろクローバー
3位　コノウタ  /  ももいろクローバーZ
4位　ピンキージョーンズ  /  ももいろクローバー
5位　ももクロのニッポン万歳!  /  ももいろクローバーZ
6位　全力少女  /  ももいろクローバー
7位　行くぜっ!怪盗少女  /  ももいろクローバー

#### モーニング娘。
2012年9月16日の放送で、『One・Two・Three』が殿堂入り。2012年9月30日に特集をオンエアした。
番組内には道重さゆみ・石田亜佑美・工藤遥の3人が、仙台のコンサート会場から生出演した。
リクエスト ウルトラセブンでは、モーニング娘。のリクエストを集計し、上位7曲をオンエアした。
1位　LOVEマシーン
2位　恋愛レボリューション21
3位　恋愛ハンター
4位　One・Two・Three
5位　リゾナント ブルー
6位　気まぐれプリンセス
7位　恋ING

#### THE ポッシボー
2013年11月17日の放送で、『乙女!Be Ambitious!』が殿堂入り。2013年12月29日に特集をオンエアした。
番組にはTHE ポッシボーのメンバーが全員で出演した。
リクエスト ウルトラセブンでは、THE ポッシボーのリクエストを集計し、上位7曲をオンエアした。
1位　全力バンザーイ!My Glory!
2位　乙女! Be Ambitious!
3位　永遠ファイヤーボール
4位　桜色のロマンチック
5位　なんじゃこりゃ?!
6位　ヤングDAYS!!
7位　私の魅力

## 箱番組

### 吉川友 きっかり10分ちょっと
2012年4月1日から2014年3月30日まで放送されていた箱番組。パーソナリティは吉川友。
オープニングテーマ曲は、「きっかけはYOU!」。
週替わりで下記のコーナーや、ふつおたを読みながら送る。
なお、吉川がゲストとして出演する日は、STUDIO ARCHEから公開生放送となる。

#### いつもサンキュー！吉川友お悩み解決テレフォン（スタジオ）！
吉川がお世話になっている人に電話し（ゲストに迎え）、その人のお悩みに対してアドバイスする。

#### きっかり答えて！Quizグルメレポート！
吉川のグルメレポートを聞いて、何を食べていたかを予想する。
正解者の中から抽選でサイン入り番組ステッカーがプレゼントされる。

#### ウィキッカペディア
リスナーから送られてきた言葉や、歴史上の出来事などに対して、吉川が自分なりに説明する。
その内容が間違っている時は、最後にスタッフからの正しい説明が入る。

## コーナー

### オープニングドラマ
オープニングでアニメやドラマなどのパロディや、その時期に合わせたコントを生披露する。
スペシャルウィーク時に毎回行っているほか、番組リニューアル時などにも行っている。
最初は金成と椿姫だけがコントに参加していたが、途中からスタッフも参加する様になった。

### AD小野ちゃんの私を韓国に連れてって！
自称「K-POP番長」のAD小野ちゃんが、毎週1組のK-POPアーティストと、そのアーティストのおすすめの曲を紹介する。

### 高Dのかけていいとも！
2012年1月1日開始のコーナー。
コーナータイトルは「笑っていいとも!」のパロディである。
オープニングが「ウキウキWatching」という所や、コーナー進行も笑っていいとものテレフォンショッキングに似通ったところがあるが、パクリではないと否定している。
このコーナーではリスナーからのリクエストから、高Dこと高田ディレクターの独断でセレクトしたアーティストと曲を紹介する。
1970～1990年代の曲がセレクトされることが多い。

### 高Dの気になるリクエスト出てこいや！
2012年4月1日開始のコーナー。野球中継が延長になった場合や番組構成によっては、休止になることがある。
それまでの「高Dのかけていいとも！」とほぼ同じ内容。
コーナータイトルの「出てこいや！」は、「PRIDE男祭り」高田延彦のパロディである。
PRIDEのテーマを使いコーナーを進行する。以前の「高Dのかけていいとも！」と同じく、パクリではないと否定している。

### 大宮アルシェのアイドル店員さんを探せ！
金成の相方「キクチケンイチ」が、アルシェの美人店員さんをレポートする。また、キクチが見つけた店員さんがスタジオに登場することもある。

### 週刊アイドルトピックス
この1週間の国内外のアイドルに関するニュースを伝える。

### アイドル。テレフォン!リンリンリン
ご当地アイドルが電話で登場し、金成・椿姫とトークを繰り広げる。

### i-BAN‼勝手に相談室
リスナーから、アイドルが自分の公式ブログに上げた悩み事の記事をピックアップして募集し、さらにその悩みについての解決方法を勝手に募集する。
パーソナリティーが選んだ解決方法は、実際にそのブログの記事にコメントされる。

### i-BAN‼勝手にアイドルユニット
もし、ある有名人がアイドルユニットを結成したらを勝手に想像して、勝手に送ってきてもらう、勝手なコーナー。
メンバー、ユニット名、コンセプトはどうなるのか、リスナーから募集するネタコーナー。

### ふつおたハイタッチ会
ふつおたコーナー。リスナーから送られてきたふつおたを、ハイタッチするように次々と読んでゆく。
ふつおたの合間には、感謝の気持ちを込めて、アイドルからのメッセージが流れる。

### i-BAN!! BAN! BAN! Question!
ゲストコーナー内で行われていたコーナー。様々な質問にゲストが1人ずつ答えていき、その後、その答えについてトークする。